# Ali Abdussalam Treki
Ali Abdussalam Treki (Misurata, 1938 – Il Cairo, 19 ottobre 2015) è stato un diplomatico e politico libico.
È stato più volte ambasciatore e ministro durante il governo di Muʿammar Gheddafi ed è stato tra i promotori della creazione dell'Unione Africana. Tra il 2009 e il 2010 ha presieduto l'Assemblea Generale delle Nazioni Unite.

## Biografia
Treki si laureò in storia presso l'università Garyounes di Bengasi e conseguì un dottorato in storia politica presso l'università di Tolosa.
Nel 1977 Treki fu nominato da Muʿammar Gheddafi ministro degli esteri, svolse l'incarico fino al 1980. Tra il 1982 e il 1984 fu rappresentante permanente della Libia presso le Nazioni Unite, presidente della commissione per la decolonizzazione dell'Assemblea Generale dell'ONU e membro della commissione delle Nazioni Unite per i diritti umani. Nel 1982 fu eletto vicepresidente della sessione annuale dell'Assemblea Generale dell'ONU. Fu nuovamente rappresentante permanente presso le Nazioni Unite dal 1986 al 1990. Dal 1991 al 1994 fu rappresentante permanente della Libia presso la Lega araba. Nel 1995 fu nominato ambasciatore in Francia, svolse il mandato fino al 1999.
Dal marzo 1999 al giugno 2003 Treki fu segretario di stato per l'unità africana e svolse un ruolo molto significativo nell'iniziativa libica per la creazione di un'Unione Africana, avvenuta nel 2002. Nel 2003 fu rappresentante permanente della Libia presso le Nazioni Unite. Nel 2004 fu nominato segretario di stato responsabile delle questioni dell'Unione Africana. Nel 2005 fu inviato speciale del governo libico per la risoluzione di una serie di crisi africane e si impegnò in dialoghi sulla situazione in Uganda, Darfur, Etiopia, Eritrea, Ruanda, Repubblica Democratica del Congo e Costa d'Avorio.
Il 10 giugno 2009 fu eletto presidente della 64ª sessione annuale dell'Assemblea Generale dell'ONU. Entrò in carica all'apertura della sessione a settembre.
All'inizio del marzo 2011 Treki fu nominato rappresentante permanente della Libia all'ONU, dopo la defezione del rappresentante in carica nel contesto della primavera araba. Gli Stati Uniti negarono il visto di ingresso a Treki, che in ogni caso dichiarò di non essere più disponibile ad accettare incarichi da Gheddafi. A fine marzo 2011 Triki abbandonò la Libia e si rifugiò in Egitto.
Treki parlava correntemente arabo, inglese e francese. Era sposato e aveva quattro figli.